# Emilio Portes Gil (delstaten Mexiko)
Emilio Portes Gil är en ort i kommunen San Felipe del Progreso i delstaten Mexiko i Mexiko. Samhället hade 4 081 invånare vid folkräkningen 2020.
Orten är döpt efter Emilio Portes Gil, Mexikos president 1928–1930.